# Alebosjön
Alebosjön är en sjö i Söderhamns kommun i Hälsingland och ingår i Nianån-Norralaåns kustområde. Sjön är 8,5 meter djup, har en yta på 0,86 kvadratkilometer och är belägen 34 meter över havet. Vid provfiske har bland annat abborre, braxen, gers och gädda fångats i sjön.

## Delavrinningsområde
Alebosjön ingår i det delavrinningsområde (681073-156188) som SMHI kallar för Mynnar i Höljån. Medelhöjden är 50 meter över havet och ytan är 8,81 kvadratkilometer. Det finns inga avrinningsområden uppströms utan avrinningsområdet är högsta punkten. Vattendraget som avvattnar avrinningsområdet har biflödesordning 2, vilket innebär att vattnet flödar genom totalt 2 vattendrag innan det når havet efter 10 kilometer. Avrinningsområdet består mestadels av skog (78 procent). Avrinningsområdet har 0,86 kvadratkilometer vattenytor vilket ger det en sjöprocent på 9,8 procent.

## Fisk
Vid provfiske har följande fisk fångats i sjön:
- Abborre
- Braxen
- Gärs
- Gädda
- Löja
- Mört